# Cap Wom

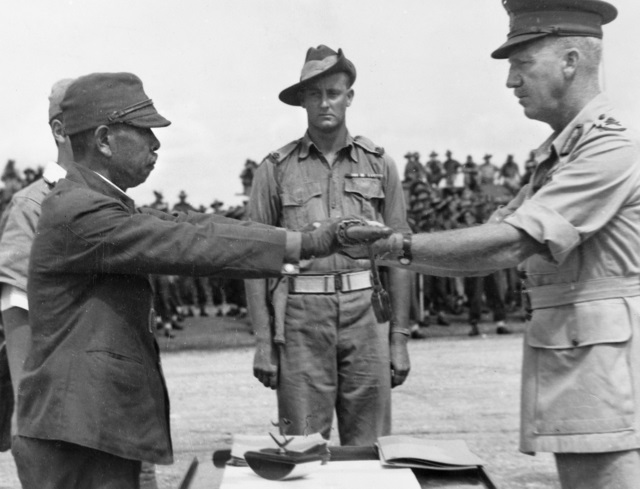
Hatazō Adachi, commandant en chef de la garnison japonaise; se rend aux Australiens au cap Wom

Le cap Wom est un cap (ou petite péninsule) situé près de Wewak en Papouasie-Nouvelle-Guinée, pointant en direction de la baie de Dogreto de la mer de Bismarck.
C'est à cet endroit qu'a eu lieu la capitulation sans condition du lieutenant général Hatazō Adachi, commandant de la 18e armée japonaise en Papouasie-Nouvelle-Guinée le 13 septembre 1945. Un « Parc mémorial cap Wom » avec le mémorial de la capitulation se trouve sur place,.

## Source de la traduction
- (en) Cet article est partiellement ou en totalité issu de l’article de Wikipédia en anglais intitulé « Cape Wom » (voir la liste des auteurs).